# Хайп
Хайп (від  англ. HYIP — High Yield Investment Program) —  вид фінансового інтернет-шахрайства, що опирається на фінансовій піраміді, високоприбуткова інвестиційна програма, яка є одним з видів інвестиційних програм, що дає високі процентні ставки від 5 % до 60 % і більше на місяць. Хайпи приймають інвестиції всього від $1 і стверджують, що вони можуть забезпечити високі процентні ставки на різноманітних інвестиційних планах, у яких денний відсоток може бути плаваючим або фіксованим, залежно від суми внеску.
99 % всіх хайп-проєктів є фінансовими пірамідами, які виплачують надзвичайні відсотки за рахунок нових надходжень та залучення більшої кількості учасників. Тим самим відбувається підживлення свіжими грошима. Після того, як потік грошей припиняється або його не вистачає для покриття поточних зобов'язань, піраміда (хайпів) закривається. Усі виплати припиняються.
Звичайні середньострокові хайп-фонди обіцяють прибутковість на рівні 1—3 % на добу. Подібні проєкти можуть жити досить тривалий час, близько 6—9 місяців. Усе залежить від цілей адміністратора такого фонду та вміння його розкрутитися.
Швидкий хайп (Fast HYIP) — живе найкоротший час, але потенційно приносить інвестору по 10—50 % щодоби. Такий вид інвестування радше нагадує рулетку: пощастить / не пощастить.
Довгостроковий хайп (Long term HYIP) платить невеликий відсоток, виплати бувають набагато рідше, вже не щодня, як у середньострокових і швидких хайпів, а приблизно раз на тиждень. Керівники таких проєктів цілком реально можуть займатися реінвестуванням зібраних коштів в інші інструменти, що приносять більшу вигоду — наприклад, інвестиції в коштовності або гра на Forex. Але, як показує практика, вдається це одиницям. Подібні проєкти можуть жити до 2—3 років і виплачувати відсотки.
Для вкладів у хайпи використовуються електронні платіжні системи, такі як Libertyreserve і Perfectmoney. Іноді це можуть бути й інші ЕПС, а також банківські перекази. Віднедавна система WebMoney перестала працювати майже з усіма хайпами, розглядаючи їх як шахрайські організації.

## Основні положення
Високоприбуткові інвестиційні програми — явище не тільки мережеве. Цим терміном називають будь-які інвестиції, що приносять дохід більше, ніж депозитний рахунок із стандартними ставками 4—5 % у рік.
Існує велика кількість офлайнових HYIP, усі вони управляються зареєстрованими компаніями й приносять стабільно високий дохід. Однак бар'єр входу, тобто мінімальний внесок для участі в проєкті зазвичай становить суму від 500 000 $ до десятків мільйонів. Зрозуміло, приватний інвестор, що не володіє солідними накопиченнями, від участі в офлайнових високоприбуткових програмах ізольований.
Для приватних інвесторів єдиним виходом залишаються онлайнові HYIP. На відміну від офлайнових програм, мережеві високоприбуткові проєкти зазвичай мінімально прозорі. Найчастіше учасники не мають ніяких відомостей про організаторів, не знають юридичної адреси компанії. Основними джерелами доходів офлайнових HYIP є гра на фондовій біржі, торгівля нерухомістю, інвестиції на валютно-обмінному ринку FOREX. Онлайнові HYIP украй рідко надають реальні відомості про свою комерційну діяльність, тому джерела доходів можуть бути якими завгодно; перевірити дані найчастіше неможливо. Нерідко інформацію роблять таємною не для того, щоб приховати її від клієнтів, а з метою збереження власного «ноу-хау». Конкуренція на ринку HYIP досить висока, тому та компанія, яка здатна запропонувати найбільш раціональний спосіб керування інвестованими коштами, має найбільше шансів на успіх.
За ступенем надійності HYIP поділяють на такі види:
- Лонг Хайп (Long HYIP) — прибуток до 15 % на місяць. Такі фонди в основному працюють чесно, тобто ризик не надто невеликий, але і прибуток не дуже високий, хоча і стабільний.
- Медіум Хайп (Medium HYIP) — прибуток від 16 % до 60 % на місяць. Таких фондів більшість. Процентні ставки тут відчутно вищі, ніж у програм першого класу, але й ризик пропорційно вищий. Фактично, HYIP другого класу здебільшого — фінансові піраміди. Можливість високого прибутку на початку діяльності.
- Фаст Хайп (Fast HYIP) — від 60 % на місяць. Шахрайські HYIP. Такі фонди успішно збирають гроші з довірливих інвесторів, але не повертають ні їх, ні, тим більше, відсотки. Знайти ці фонди можливо в «чорних» списках на сайтах-моніторах.

Також Хайпи поділяють за періодом нарахування відсотків:
1. щоденні — виплати роблять в розмірі 1—7 % щодня;
2. щотижневі — виплати роблять в розмірі 7—50 % щотижня;
3. щомісячні — виплати роблять в розмірі 20—200 % щомісяця.

## Принцип роботи
Існує такий принцип роботи хайпів: керівники програми збирають у приватних інвесторів, що не мають необхідних для участі у великих офлайнових високоприбуткових інвестиційних проєктах коштів, внески. Потім, використовуючи відпрацьовані схеми, вигідно інвестують їх, а потім діляться частиною прибутку із вкладниками. Фактично, HYIP — одна з найвигідніших для вкладників форм взаємовигідного співробітництва. Завдяки акумуляції прибуток приносять ті кошти, які раніше були ізольовані від серйозних економічних процесів.
Продумані моделі дають змогу учасникам HYIP отримувати максимально високі прибутки, домогтися яких іншими методами приватному інвестору неможливо.
Але існує інша схема роботи — «піраміда» або схема Понзі.

## Розрахунки з HYIP
Для внесків у HYIP використовуються електронні платіжні системи (ЕПС), такі як Liberty Reserve і Perfect Money. Іноді це можуть бути й інші ЕПС, а також банківські перекази. Віднедавна система Webmoney перестала працювати майже з усіма хайпами, відповідно до законів Російської Федерації розглядаючи їх як шахрайські організації.

## Оцінка HYIP
Перш ніж вкладати гроші в проєкт, що зацікавив вас, обов'язково треба проаналізувати кожний аспект програми:
1. Розмір регулярних грошових відрахувань.
2. Інвестиційні обмеження.
3. Специфіка діяльності.
4. Довіра до організаторів проєкту.
5. Враження від вебсайту.
6. Перевірка домена.
7. Контактна інформація.
8. Матеріали й відгуки на спеціалізованих форумах.
9. Позиція в рейтингових сайтах.
10. Незалежні дослідження.

## Розмір регулярних грошових відрахувань
В першу чергу необхідно оцінити розміри регулярних грошових відрахувань, тобто відсоток з інвестованого капіталу, який вам будуть виплачувати адміністратори проєкту.
Головне тут — не піддаватися на привабливі обіцянки. Якщо програма пропонує вам щоденне подвоєння інвестованої суми, будьте впевнені, що вас збираються ошукати. Середній розмір відрахувань для серйозних HYIP становить приблизно 3—4 % у день. Можуть бути незначні відхилення як в бік збільшення, так і зменшення. Але 7—10 % у день практично однозначно вказують на те, що програма є понзі-проєктом, отже, гроші вкладникам будуть виплачуватися за рахунок вкладень нових інвесторів. Але подібні програми не обіцяють приватним інвесторам нічого доброго. У деяких проєктах вам запропонують змінний (плаваючий) щотижневий прибуток, заснований на розмірах прибутків програми. Як правило, подібні HYIP справді ведуть активну економічну діяльність, прагнуть до ефективної акумуляції коштів вкладників і не налаштовані обманювати своїх інвесторів.
Статистика свідчить, що найбільш серйозні високоприбуткові інвестиційні проєкти гарантують щомісячні виплати в розмірі 10—50 %. Втім, залежно від специфіки діяльності, ці цифри можуть варіювати.

## Інвестиційні обмеження
Наступний аспект — інвестиційні обмеження. Під ними маються на увазі обмеження на мінімальний і максимальний розмір внесків. Здавалося б, що мінімальна «підлога» і відсутня «стеля» інвестицій вказують на максимальну відкритість програми, на бажання співпрацювати з клієнтами, що мають будь-які фінансові можливості. Однак, як показує практика, серйозні інвестиційні проєкти завжди вказують мінімальний розмір внесків і встановлюють максимум. Якщо інвестиційних обмежень не існує, то варто задуматися, чи це не понзі-проєкт; чи не сподіваються організатори, залучаючи все більші й більші інвестиції, виплачувати відсотки винятково за їхній рахунок.
Статистичні дані засвідчують, що найбільш серйозні високоприбуткові інвестиційні проєкти встановлюють мінімальний розмір внеску приблизно в 25 $ і строго обмежують максимум.

## Специфіка діяльності
Практично кожний HYIP-Проєкт вказує, за допомогою якої форми економічної діяльності буде створюватися прибуток. На початку статті вже був наведений список найпоширеніших джерел доходів подібних інвестиційних програм, а тому зауважте, що якщо на вебсайті програми зазначено, що проєкт «займається торгівлею на FOREX і іншими формами бізнесу», знайте, що швидше за все ви натрапили на понзі. Керівники серйозних програм, зрозуміло, не мають наміру відкривати всі деталі своєї діяльності — у світі онлайнових HYIP орудує безліч нечесних на руку ділків, завжди готових відкусити частину чужого пирога. Однак загальні схеми у всіх серйозних програм є. Творці понзі рідко утрудняють себе розробкою складних схем, адже вони в кожному разі не будуть ними користуватися. Шахраї, звичайно, обмежуються декількома фразами про те, що прибуток створюється за рахунок успішної гри на валютно-обмінному ринку FOREX. Керівники ж серйозних проєктів завжди прагнуть максимально докладно, на розкриваючи, зрозуміло, конкретних назв фірм, розмірів вкладень, імен трейдерів, пояснити інвестору, як будуть використані їхні накопичення.
Однак у практиці HYIP бували й випадки, коли понзі-проєкти спритно маскувалися під серйозні проєкти, їхні адміністратори навіть розсилали клієнтам звіти про ринкові коливання, що відбуваються, інформацію про зроблені вкладення. У підсумку ж ці HYIP виявлялися фальшивками, і вкладники втрачали свої капітали.

## Довіра до організаторів проєкту
Наступний аспект — довіра до організаторів проєкту. Варто уважно вивчити повідомлення, які адміністратори залишають на форумі свого проєкту, проаналізувати оголошення. Зверніть увагу на те, як багато часу проводять на форумі організатори проєкту. Якщо вони стверджують, що займаються бізнесом, то в них повинно бути не надто багато вільного часу. У випадку, коли адміністратори сидять на форумі з ранку до ночі, слід задуматися, чи це не шахраї.

## Враження від вебсайту
Враження від вебсайту — один з найважливіших аспектів, що дають змогу оцінити ставлення керівників проєкту до свого дітища. Гарний рушій, власний домен, функціональний дизайн, зручні та ефективні засоби зворотного зв'язку, безумовно, не можуть однозначно констатувати чесність адміністраторів програми, однак, як мінімум, вказують на те, що вони серйозно ставляться до свого проєкту і вклали в нього неабияку кількість грошей. У тому випадку, якщо сайт проєкту хоститься на безкоштовному сервісі, не має нормального дизайну, містить крадений контент, це слугує однозначною вказівкою на те, що адміністратори несерйозно ставляться до програми, не стали вкладати в неї свої гроші. Варто двічі подумати, перш ніж інвестувати заощадження в подібний проєкт.

## Перевірка домена
Якщо в проєкту є власний домен, обов'язково перевірте його за допомогою спеціального сервісу «whois» (http://www.nic.com/ [Архівовано 7 листопада 2010 у Wayback Machine.]). Тут ви можете довідатися реєстраційні подробиці, контактну інформацію, прізвище й ім'я людини, що зареєструвала домен. Зрозуміло, такий метод не дає ніяких гарантій, оскільки безліч доменів реєструється анонімно і шахраї з легкістю можуть підкласти фальшиву інформацію. Варто уважно вивчити дані, що представляються сервісом «whois», порівняти їх із вже наявною у вас інформацією про засновників проєкту.

## Контактна інформація
Чим більше представляють адміністратори проєкту можливостей для підтримки ефективного зворотного зв'язку, тим вища довіра до проєкту. Можливість напряму обговорити з керівниками програми деталі й тонкощі програми, як мінімум, гарантує те, що адміністратори зацікавлені у взаємовигідному співробітництві. Втім, найчастіше керівники високоприбуткових інвестиційних проєктів намагаються зберегти анонімність. В умовах сучасного бізнесу це цілком нормально і не може вважатися прямою вказівкою на шахрайство.

## Матеріали й відгуки на спеціалізованих форумах
Вивчайте, якомога уважніше спеціалізовані форуми, присвячені високоприбутковим інвестиційним проєктам. Як правило, їх відвідує безліч досвідчених інвесторів, що встигли взяти участь не в одній програмі. Особливо це важливо для початківців, які тільки починають займатися онлайн-інвестуванням. Завдяки спілкуванню на форумах можна виявити серйозні недоліки в HYIP, який зацікавив вас, ознайомитися з думкою тих, хто вже брали участь у цьому проєкті. Hyip-Форуми, мабуть, є джерелом найбільш свіжої й безсторонньої інформації, тому в жодному разі не варто ними нехтувати.

## Позиція в рейтингових сайтах
Проаналізувавши інформацію на рейтингових сайтах (сайти-монітори), ви можете довідатися, чи виплачує програма відсотки в цей час, як довго вона існує. Втім, ці дані мають меншу цінність, ніж інформація з форумів, оскільки немає ніяких гарантій, що проєкт, що справно виплачує відрахування сьогодні, буде виплачувати їх і завтра.

## Незалежні дослідження
Нарешті, існує можливість перевірки HYIP незалежними організаціями. Наразі цей спосіб усе активніше й активніше використовується новими високоприбутковими проєктами з метою одержання додаткової реклами та можливості виділитися серед низки інших програм. Для здійснення перевірки керівники проєкту повинні надати реальну контактну інформацію (адресу і телефон), після чого незалежні організації здійснюють аналіз наданих відомостей і роблять висновок. Нерідко були випадки, коли керівники HYIP надавали несправжні адреси (наприклад, адреси супермаркету чи автомобільної стоянки) і отримували схвалення незалежних організацій. Відбувається це через те, що багато організацій просто перевіряють факт існування зазначеної адреси, не торкаючись інших аспектів діяльності. -->